# Illumination Entertainment
A Illumination (Illumination Entertainment antes de Meu Malvado Favorito 3) é um estúdio de cinema e animação americano fundado por Chris Meledandri em 2007 e de propriedade da NBCUniversal, que é uma divisão da Comcast. Meledandri, o fundador da empresa, produz os filmes, enquanto a Universal Pictures financia e distribui todos os filmes. O estúdio é responsável pela série de filmes, Meu Malvado Favorito, Pets - A Vida Secreta dos Bichos, Sing e o lançado em parceria com a Nintendo, Super Mario Bros. O Filme. Os Minions, personagens da série Meu Malvado Favorito, são os mascotes do estúdio.
A Illumination produziu 15 longas-metragens, até o presente momento. Os filmes com maior bilheteria do estúdio em ordem descrescente são Super Mario Bros. O Filme, de 2023, que faturou 1.362 bilhão de dólares, Minions, com 1.159 bilhão de dólares em todo o mundo, Meu Malvado Favorito 3, com 1.034 bilhão de dólares e Meu Malvado Favorito 2, com 970.8 milhões de dólares. Todos os quatro estão entre os 50 filmes com maior bilheteria de todos os tempos, e seis de seus filmes estão entre os 50 filmes de animação com maior bilheteria, com Super Mario Bros. O Filme sendo o terceiro maior de todos os tempos.

## História
Meledandri deixou o cargo de Presidente da 20th Century Fox Animation e da Blue Sky Studios no início de 2007. Enquanto atuava nessas empresas, ele supervisionou e produziu filmes, como A Era do Gelo, A Era do Gelo 2: O Degelo, Robots e Horton e o Mundo dos Quem. Depois de sair, ele fundou a Illumination Entertainment. Em 2008, foi anunciado um acordo posicionando a Illumination Entertainment como o braço de entretenimento familiar da NBCUniversal, que produziria de um a dois filmes por ano a partir de 2010. Como parte do acordo, a Illumination mantém o controle criativo e a Universal os distribui exclusivamente. Durante o verão de 2011, a Illumination adquiriu o departamento de animação do estúdio francês de animação e efeitos visuais MacGuffin, que animava Despicable Me e The Lorax, e formou a Illumination Mac Guff.
Meledandri preferiu manter a Ilumination aderindo a um modelo de baixo custo, reconhecendo que "controles rígidos de custo e filmes de animação não são mutuamente exclusivos". Em uma indústria onde muitas vezes as despesas de cinema ultrapassar 100 milhões de dólares, os dois primeiros lançamentos da Ilumination foram concluídas com orçamentos significativamente mais baixos, com Meu Malvado Favorito orçamentado em 69 milhões de dólares e Hop em 63 milhões de dólares. Uma maneira pela qual a empresa sustenta um modelo financeiro enxuto é empregando técnicas de animação com consciência de custo que reduzem os gastos e tornam os tempos de seus gráficos de computador.
Em 22 de agosto de 2016, a NBCUniversal adquiriu o estúdio concorrente DreamWorks Animation, nomeando Meledandri para supervisionar os dois estúdios.

## Projetos
O primeiro filme do estúdio, Meu Malvado Favorito, foi lançado em 9 de julho de 2010 e teve sucesso comercial, faturando 56 milhões de dólares no fim de semana de estreia e com vendas de ingressos de 251 milhões de dólares no mercado interno e 543 milhões de dólares em todo o mundo. O segundo filme de Illumination foi o live action/CGI Hop (2011), que tem uma abertura de 37 milhões de dólares e acabou com 108 milhões de dólares no mercado interno e 183 milhões de dólares em todo o mundo. Uma adaptação de O Lorax, estreou em 2 de março de 2012, faturando 70 milhões de dólares no fim de semana de estreia e com totais de 214 milhões de dólares no mercado dos Estados Unidos e 348 milhões de dólares em todo o mundo. A primeira sequela do estúdio, Meu Malvado Favorito 2, estreou nos Estados Unidos em 3 de julho de 2013, faturando mais de 970 milhões de dólares em todo o mundo, tornando-se o segundo filme de animação com maior bilheteria em 2013 e quebrando um recorde como o filme mais rentável da Universal Studios em seus 100 anos de história. O spin-off de Meu Malvado Favorito, intitulado Minions, foi lançado em 10 de julho de 2015 e arrecadou mais de 1 bilhão de dólares em todo o mundo.
A Vida Secreta dos Bichos foi lançada em 8 de julho de 2016. Dirigido por Chris Renaud e Yarrow Cheney, o filme faturou 104 milhões de dólares em seu primeiro final de semana, 368 milhões de dólares no mercado interno e 875 milhões de dólares no mundo todo. Sing, uma comédia escrita e dirigida por Garth Jennings, foi lançada em 21 de dezembro de 2016. Foi o primeiro filme do estúdio a ser lançado no Natal. O filme faturou 56 milhões de dólares nos primeiros cinco dias, faturando 270 milhões de dólares nos Estados Unidos e 634 milhões de dólares em todo o mundo. Meu Malvado Favorito 3 foi lançado em 30 de junho de 2017 e se tornou o 2º filme a ganhar 1 bilhão de dólares pelo estúdio. O segundo filme de Illumination baseado em um livro do Dr. Seuss, O Grinch, foi lançado em 9 de novembro de 2018 e é dirigido por Scott Mosier e Yarrow Cheney a partir de uma adaptação de Michael LeSieur e Tommy Swerdlow. A Vida Secreta dos Bichos 2, foi lançado em 7 de junho de 2019.
Em janeiro de 2018, o então presidente da Nintendo, Tatsumi Kimishima, afirmou que, se os planos derem certo, um filme de Super Mario Bros. poderia acontecer até 2020. Em 31 de janeiro de 2018, a Nintendo anunciou durante uma reunião fiscal que faria parceria com Illumination em um filme estrelado por Mario, que será coproduzido por Christopher Meledandri e Shigeru Miyamoto, criador de Super Mario. Em 6 de novembro de 2018, a Illumination anunciou que o filme de Mario poderia ser lançado até 2022. 
Em 23 de setembro de 2021, em uma Nintendo Direct que contou com a participação de Shigeru Miyamoto, ele anunciou oficialmente o filme para uma data de lançamento no final do ano de 2022 e revelou o elenco oficial, contando com Chris Pratt, Charlie Day, Anya Taylor-Joy e Jack Black. No dia 6 de outubro de 2022, uma Direct anunciando o primeiro teaser trailer do filme foi mostrada ao público. No dia 29 de novembro, outra Direct mostrando o trailer do filme foi revelada. No dia 9 de março de 2023, o último trailer foi visto. Em 5 de abril de 2023, o filme foi oficialmente lançado no mundo todo. 

### Próximos projetos
Uma data de lançamento foi reservada para um filme cujo título não foi anunciado, 30 de junho de 2023.. Outros filmes que o estúdio está desenvolvendo incluem Migration. Além disso, a Illumination está trabalhando com o colaborador e músico Pharrell Williams em um filme de animação original que será "feito do zero".

## Filmografia

### Longas-Metragens
| #  | Filme                             | Diretores                       | Lançamento             | Orçamento       | Receita           | RT  | MC | IMDB |
| -- | --------------------------------- | ------------------------------- | ---------------------- | --------------- | ----------------- | --- | -- | ---- |
| 1  | Meu Malvado Favorito              | Pierre Coffin e Chris Renaud    | 6 de agosto de 2010    | US$ 69.000.000  | US$ 543.113.985   | 81% | 72 | 7,6  |
| 2  | Hop: Rebelde Sem Páscoa           | Tim Hill                        | 21 de abril de 2011    | US$ 63.000.000  | US$ 183.953.723   | 26% | 41 | 5,4  |
| 3  | O Lorax                           | Chris Renaud e Kyle Balda       | 30 de março de 2012    | US$ 70.000.000  | US$ 348.840.316   | 54% | 46 | 6,4  |
| 4  | Meu Malvado Favorito 2            | Pierre Coffin e Chris Renaud    | 5 de julho de 2013     | US$ 76.000.000  | US$ 970.761.885   | 73% | 62 | 7,3  |
| 5  | Minions                           | Pierre Coffin e Kyle Balda      | 25 de junho de 2015    | US$ 74.000.000  | US$ 1.159.398.397 | 55% | 56 | 6,4  |
| 6  | Pets: A Vida Secreta dos Bichos   | Chris Renaud e Yarrow Cheney    | 25 de agosto de 2016   | US$ 75.000.000  | US$ 875.457.937   | 74% | 61 | 6,5  |
| 7  | Sing                              | Garth Jennings                  | 22 de dezembro de 2016 | US$ 75.000.000  | US$ 636.151.679   | 72% | 59 | 7,1  |
| 8  | Meu Malvado Favorito 3            | Pierre Coffin e Kyle Balda      | 29 de junho de 2017    | US$ 76.000.000  | US$ 1.034.799.409 | 58% | 48 | 6,2  |
| 9  | O Grinch                          | Scott Mosier e Yarrow Cheney    | 8 de novembro de 2018  | US$ 75.000.000  | US$ 506.100.000   | 58% | 51 | 6,4  |
| 10 | Pets: A Vida Secreta dos Bichos 2 | Chris Renaud e Yarrow Cheney    | 27 de maio de 2019     | US$ 80.000.000  | US$ 427.841.960   | 60% | 51 | 6,4  |
| 11 | Sing 2                            | Garth Jennings                  | 22 de dezembro de 2021 | US$ 85.000.000  | US$ 407.700.000   | 71% | 49 | 7,4  |
| 12 | Minions 2: A Origem de Gru        | Kyle Balda                      | 1 de julho de 2022     | US$ 80.000.000  | US$ 939.628.210   | 70% | 56 | 6,5  |
| 13 | Super Mario Bros. O Filme         | Aaron Horvath e Michael Jelenic | 5 de abril de 2023     | US$ 100.000.000 | US$ 1.353.202.130 | 59% | 46 | 7,0  |
| 14 | Patos!                            | Benjamin Renner                 | 22 de dezembro de 2023 | US$ 72.000.000  | US$ 295.550.000   | 72% |    | 6,9  |
| 15 | Meu Malvado Favorito 4            | Chris Renaud                    | 3 de julho de 2024     |                 |                   |     |    |      |

### Curtas-metragens
| # | Títulos                                  | Data de lançamento     |
| - | ---------------------------------------- | ---------------------- |
| 1 | Home Makeover, Orientation Day, e Banana | 14 de dezembro de 2010 |
| 2 | Phil's Dance Party                       | 23 de março de 2012    |
| 3 | Despicable Me: Minion Mayhem             | 2 de julho de 2012     |
| 4 | Serenade, Wagon-Ho, e Forces of Nature   | 7 de agosto de 2012    |